# Pachymantis bicingulata
Pachymantis bicingulata é uma espécie de louva-a-deus que pode ser encontrada na Malásia, Sumatra, Java e Bornéu.